# Casalgrande
Casalgrande – miejscowość i gmina we Włoszech, w regionie Emilia-Romania, w prowincji Reggio Emilia.
Według danych na rok 2004 gminę zamieszkiwało 14 221 osób, 384,4 os./km².